# Obsession (álbum)
Obsession é o sexto álbum de estúdio do Exo. Foi lançado em 27 de novembro de 2019 pela SM Entertainment. O álbum foi lançado para pré-venda em 1 de novembro e está disponível em duas versões: EXO e X-EXO.

## Antecedentes
Obsession é o sexto álbum de estúdio coreano do grupo e o sétimo no geral. O álbum apresenta 10 músicas, incluindo o single principal, "Obsession". O álbum foi o primeiro lançamento do grupo sem os membros Xiumin e D.O., que estavam prestando o serviço militar obrigatório.

## Promoção
No dia 29 de novembro de 2019, o grupo realizou um showcase intitulado "EXO The Stage", onde eles performaram a faixa título pela primeira vez.

## Lista de Faixas
| N.º            | Título                                      | Letras                                                                           | Música | Duração |  |
| 1.             | "Obsession"                                 | Kenzie                                                                           | Dem Jointz Cristi "Stalone" Gallo Asia'h Epperson Adrian McKinnon Yoo Young-jin Ryan S. Jhun                                                                       | 3:23    |  |
| 2.             | "Trouble"                                   | Hwang Yoo-bin                                                                    | Jin Suk-choi Karen Poole Bobii Lewis | 3:17    |  |
| 3.             | "Jekyll" (지킬; Jikil)                      | JQ (Makeumine Works) Kim Hye-ji (Makeumine Works) Choi Seo-eun (Makeumine Works) | Jeremy "Tay" Jasper Kaelin Ellis Nicky van der Lugt Melsert | 3:41    |  |
| 4.             | "Groove" ((춤; Chum))                       | JQ (Makeumine Works) Mola (Makeumine Works)                                      | Hyuk Shin (Joombas) Blair Taylor (Joombas) Ji-soo Park (Joombas)                                                                                                   | 3:28    |  |
| 5.             | "Ya Ya Ya"                                  | Kenzie                                                                           | Dem Jointz Ryan S. Jhun David Brown Charles "Prince Charlez" Hinshaw Allen "Allstar" Gordon Jr. Cheryl Gamble (SWV) Tamara Johnson (SWV) Andrea Martin Ivan Matias | 3:42    |  |
| 6.             | "Baby You Are"                              | JQ (Makeumine Works) Park Ji-hee (Makeumine Works)                               | Wendy Wang (No Expectations) Mozella (No Expectations) Benjamin Ingrosso Allakoi "Mic Holden" Peete                                                                | 2:58    |  |
| 7.             | "Non Stop"                                  | Jo Yoon-kyung                                                                    | Daniel "Obi" Klein Charli Taft Andreas Öberg | 3:24    |  |
| 8.             | "Day After Day" ((오늘도; Oneuldo))         | Jo Yoon-kyung                                                                    | Mike Daley Mitchell Owens Deez Jeff Lewis | 3:42    |  |
| 9.             | "Butterfly Effect" ((나비효과; Nabihyogwa)) | Lee Seu-ran                                                                      | LDN Noise Adrian McKinnon | 3:10    |  |
| 10.            | "Obsession" ((嗜) (versão chinesa))         | Arys Chien                                                                       | Dem Jointz Cristi "Stalone" Gallo Asia'h Epperson Adrian McKinnon Yoo Young-jin Ryan S. Jhun                                                                       | 3:23    |  |
| Duração total: | Duração total:                              | Duração total:                                                                   | Duração total: | 34:15   |  |